# Perry McCarthy
Perry McCarthy (Londen, 3 maart 1961) is een voormalige Britse autocoureur. Hij maakte zijn Formule 1-debuut in 1992 bij Andrea Moda en nam deel aan de kwalificaties van elf Grands Prix races, maar mocht in geen enkele starten.

## Carrière
McCarthy was van bescheiden komaf en moest voor zijn vaders firma werken om te kunnen overleven in de motorsport. Hierdoor moest hij permanent vechten tegen rijkere tegenstanders, die zich helemaal aan motorsport konden wijden. Hij werkte zich echter wel door de Formule Ford, Formule 3 en Formule 3000 omhoog. McCarthy toonde hierin zowel zijn talent als onvoorspelbaarheid.
In 1991 kon McCarthy gaan testen voor Footwork. Hij maakte indruk, maar kon niet aan de slag in de Formule 1 voor 1992. Hij maakte zijn debuut bij het kleine Andrea Moda-team. Nadat hij eerst lang moest wachten op zijn FIA Superlicentie, bleek het team totaal incompetitief en slecht geleid. McCarthy wist zich nooit te kwalificeren, doordat hij vaak slechts een handvol rondjes mocht rijden. Het team verdween uit de Formule 1 en McCarthy verloor zijn zitje.
Perry McCarthy testte in de jaren negentig nog wel voor Benetton en Williams, maar reed geen wedstrijden in de Formule 1.
In 2002 nam hij nog wel deel aan de 24 uur van Le Mans.
McCarthy was in 2002 en 2003 de Stig in het autoprogramma Top Gear van de BBC.